# 「クレイジー・リー」シリーズ
『「クレイジー・リー」シリーズ』は、渡邉由自によるスペースオペラ小説シリーズ。続編である『ダーティプリンス』についても本項で取り扱う。
1987年より1990年までに朝日ソノラマのソノラマ文庫より書き下ろしシリーズとして刊行された。「クレイジー・リー」シリーズが全4巻、外伝1巻。ダーティプリンスが全5巻。表紙、挿絵は加藤龍勇+後藤啓介。

## 「クレイジー・リー」シリーズ
1. 極道戦士、翔ぶ!
1987年2月、ISBN 4-257-76367-1
2. 不死身の魔王
1987年4月、ISBN 4-257-76374-4
3. 青い眼の死神
1987年8月、ISBN 4-257-76384-1
4. 帝王の自画像
1987年11月、ISBN 4-257-76398-1

1987年12月には、カセットブック/CD「クレイジー・リー：極道戦士、翔ぶ!」が発売されている。ISBN 4-257-20006-5
1990年9月にシリーズ前日譚となる「クレイジー・リー 誕生!」が書き下ろしで発売されている。ISBN 4-257-76532-1

### あらすじ
殺しも厭わない宇宙海賊“陽気な（クレイジー）リー”として名を馳せるリー・レフティ。アドリア連邦に占領されたサンタ・バルバラ連邦のウルビーノ王子にうりふたつであったことから、ララに担がれてサンタ・バルバラ連邦再興の旅に出る。孤立による平和を主義としていた地球を味方につけたリーたちは、地球艦隊を率いてアドリア連邦の智将ケン・ドクターと戦う。
その戦いの中、リーは宇宙海賊の若頭から統治者へと成長していった。

## ダーティプリンス
1. 極道戦士、再び!
1988年12月、ISBN 4-257-76444-9
2. 野望の蜃気楼
1989年4月、ISBN 4-257-76467-8
3. 追想の光と影
1989年8月、ISBN 4-257-76484-8
4. 勝利者の航跡
1989年12月、ISBN 4-257-76503-8
5. 自由への賛歌
1990年5月、ISBN 4-257-76519-4

### あらすじ
先の大戦を静観し、地球が蓄えてきた兵力も枯渇したことを見抜いた海王星=リエン・ポーのビック・コアは、全宇宙の制覇に乗り出した。

## 主な登場人物
声は、カセットブック/CD版における配役
リー・レフティ
声 - 井上和彦
主人公。
ララ
サンタ・バルバラ連邦の公女
トロイ
声 - 幹本雄之
リーのお目付け役。参謀として働く。
ブルガーコフ
トロイ亡き後の参謀役に就くが、机上での作戦立案が主であったために、大きな過ちを犯す。
ケン・ドクター
アドリア連邦宇宙艦隊総長。星間警備隊長時代にリーの義父たちを（宇宙海賊として）殺害しており、リーからは仇とされている。
敵艦隊を分断し、個々に殲滅する「四分二分戦法」を得意とする。
ビック・コア
ダーティプリンスでの敵役。リエン・ポー大統領。